# Prokop von Pilsen
Prokop von Pilsen (tschechisch Prokop z Plzně; lateinisch Procopius de Plzna; † 1457) war ein tschechischer utraquistischer Theologe. Er war mehrmals Rektor der Karlsuniversität und 1439–1448 Administrator der utraquistischen Kirche.

## Leben
Prokop studierte an der Prager Karlsuniversität, wo er 1403 den akademischen Grad eines Baccalaureus erwarb und 1408 den Magistertitel. Als Anhänger des Reformators Jan Hus verteidigte er mit diesem 1410 öffentlich die Schriften John Wyclifs, weshalb er zwei Jahre später der Ketzerei beschuldigt wurde. Er gehörte dem gemäßigten Flügel der Utraquisten an und arbeitete eng mit Johannes von Přibram zusammen.
1421 beteiligte er sich als Rektor der Karlsuniversität an einer Disputation der Universitätsmagister mit taboritischen Geistlichen. Gemeinsam mit Johannes von Přibram, Jakobellus von Mies und Johann von Seelau teilte er den Vorsitz an der Synode, auf der die Vier Prager Artikel verfasst wurden. 1433 und 1437 nahm er mit Johannes Příbram als Vertreter der konservativen Prager Geistlichen am Konzil von Basel teil.
Nach der verlorenen Schlacht bei Lipan 1434 kritisierte Prokop die Lehre der Hussiten. Wie Johann von Přibram und dessen Anhänger verfolgte auch Prokop eine Einigung der Utraquisten mit der Alten Kirche und war bereit, für dieses Ziel Kompromisse einzugehen.
Als Magister der Universität bekleidete er hohe Ämter. 1414 und 1439–1440 war er Dekan der Artistenfakultät, in den Jahren 1420–1421, 1426 und 1443–1444 Rektor der Karls-Universität. und 1439–1448 Administrator der utraquistischen Kirche. Als Nachfolger folgte ihm Jan Rokycana.